# Onopordum acanthium
L'onopordo tomentoso (Onopordum acanthium L., 1753) è una pianta erbacea angiosperma dicotiledone della famiglia delle Asteracee dai bei fiori purpurei, presente nei paesaggi dell'Asia centrale e dell'Europa.

## Etimologia
La prima citazione del nome di queste piante è dovuta a Gaio Plinio Secondo (23 - 79). Secondo lo scrittore romano il nome del genere deriva da due vocaboli greci: ”ònos” e ”pordon” alludendo ai rumorosi effetti che queste piante provocano negli asini quando le pascolano. Il significato del nome specifico (acanthium = carattere spinoso) fa ovviamente riferimento al suo habitus.

Il binomio scientifico della pianta di questa voce è stato proposto da Carl von Linné (1707 – 1778) biologo e scrittore svedese, considerato il padre della moderna classificazione scientifica degli organismi viventi, nella pubblicazione ”Species Plantarum” del 1753.

## Descrizione

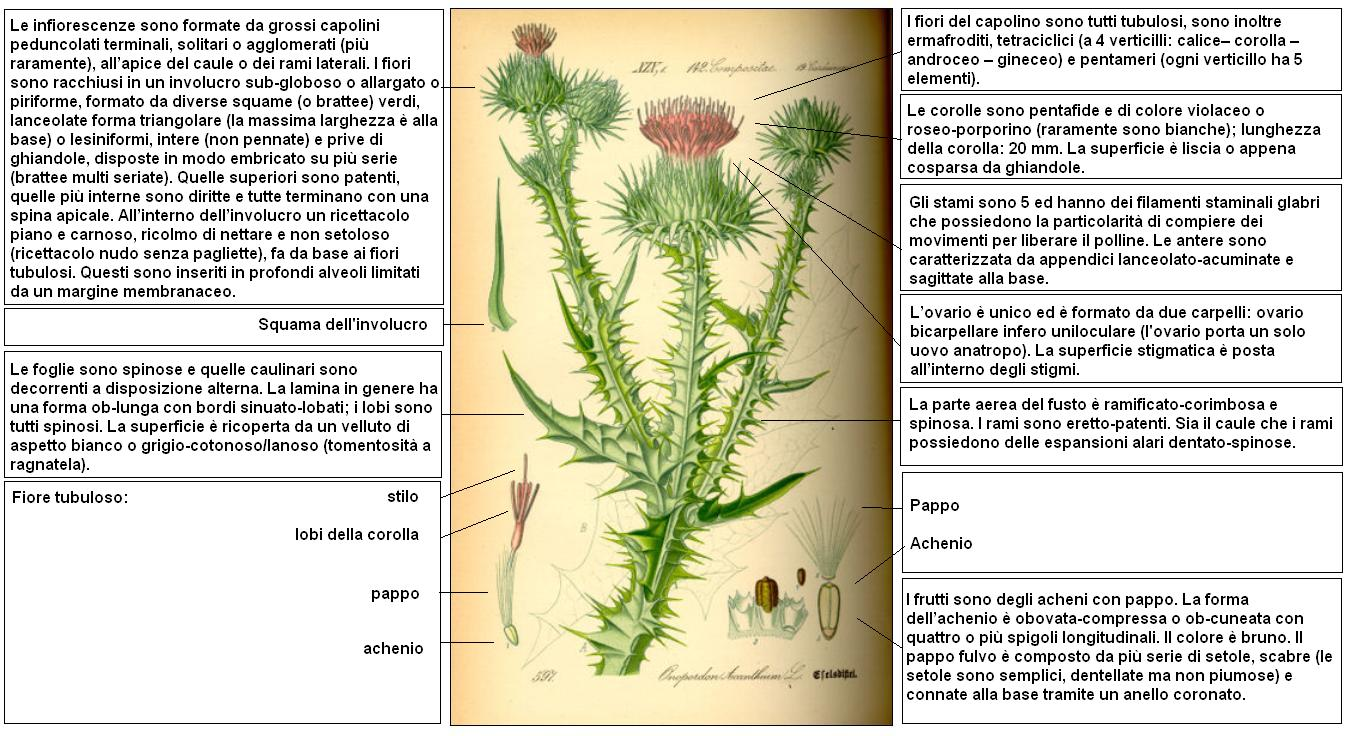
Descrizione delle parti della pianta

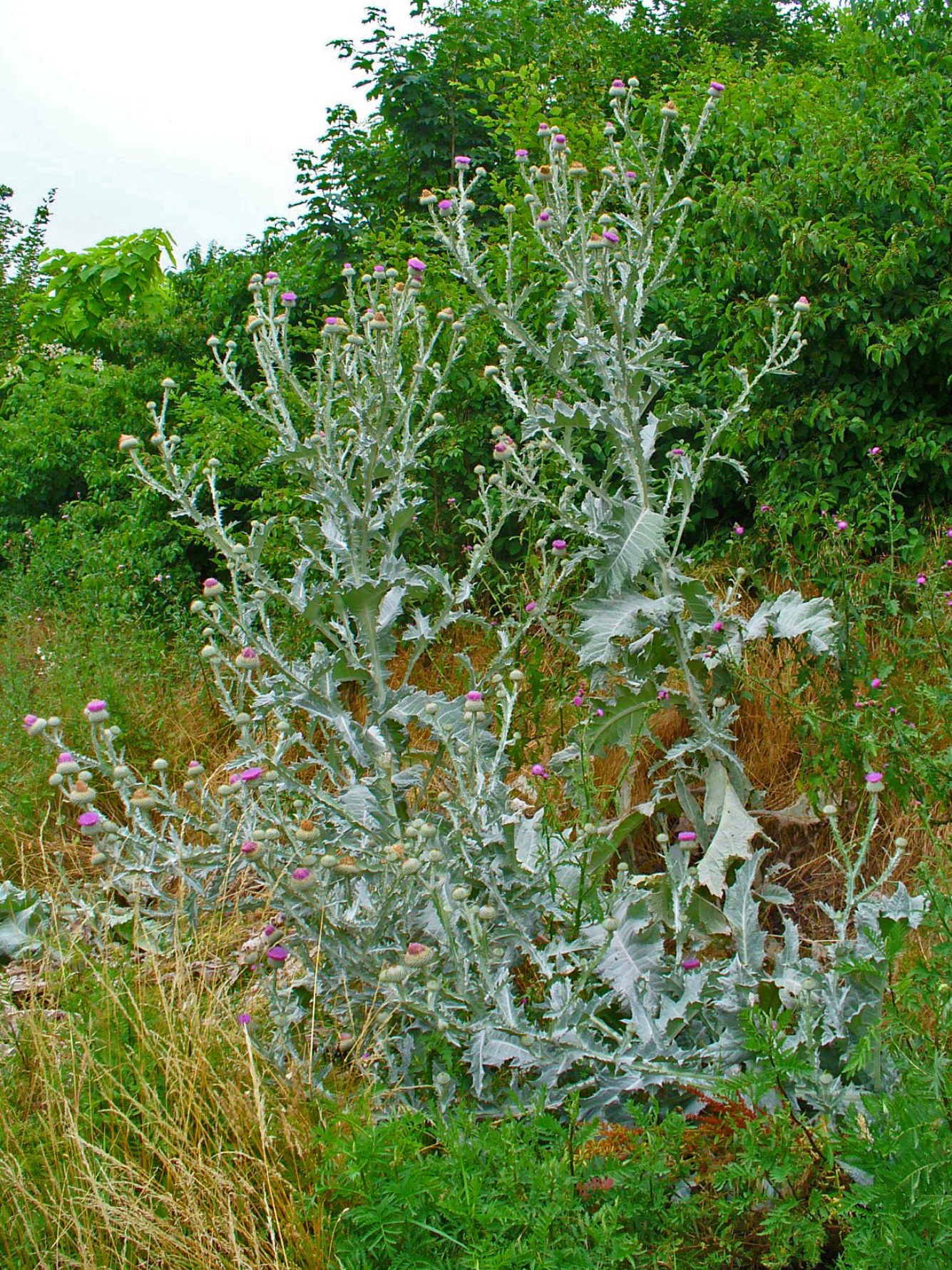
Il portamento

Queste piante sono alte mediamente tra i 5 e 15 dm (certe forme giganti raggiungono i 2,50 metri). La forma biologica è emicriptofita bienne (H bienn), ossia sono piante con gemme svernanti al livello del suolo e protette dalla lettiera o dalla neve, con ciclo vitale biennale (il primo anno formano perlopiù una rosetta basale, mentre fioriscono il secondo anno). Tutta la pianta ha un aspetto pubescente, grigio o bianco- tomentoso (specialmente a maturità).

### Radici
Le radici sono secondarie da fittone.

### Fusto
- Parte ipogea: la parte sotterranea consiste in una grossa, carnosa radice a fittone che può estendersi fino a 30 cm o più.
- Parte epigea: la parte aerea del fusto è ramificato-corimbosa e spinosa. I rami sono eretto- patenti. Sia il caule che i rami possiedono delle espansioni alari dentato-spinose (o semplicemente erose). Le ali, per caule, sono generalmente 2 – 4 ed hanno una larghezza di 5 – 15 m. Le spine sono patenti e lunghe 3 – 5 mm.

### Foglie

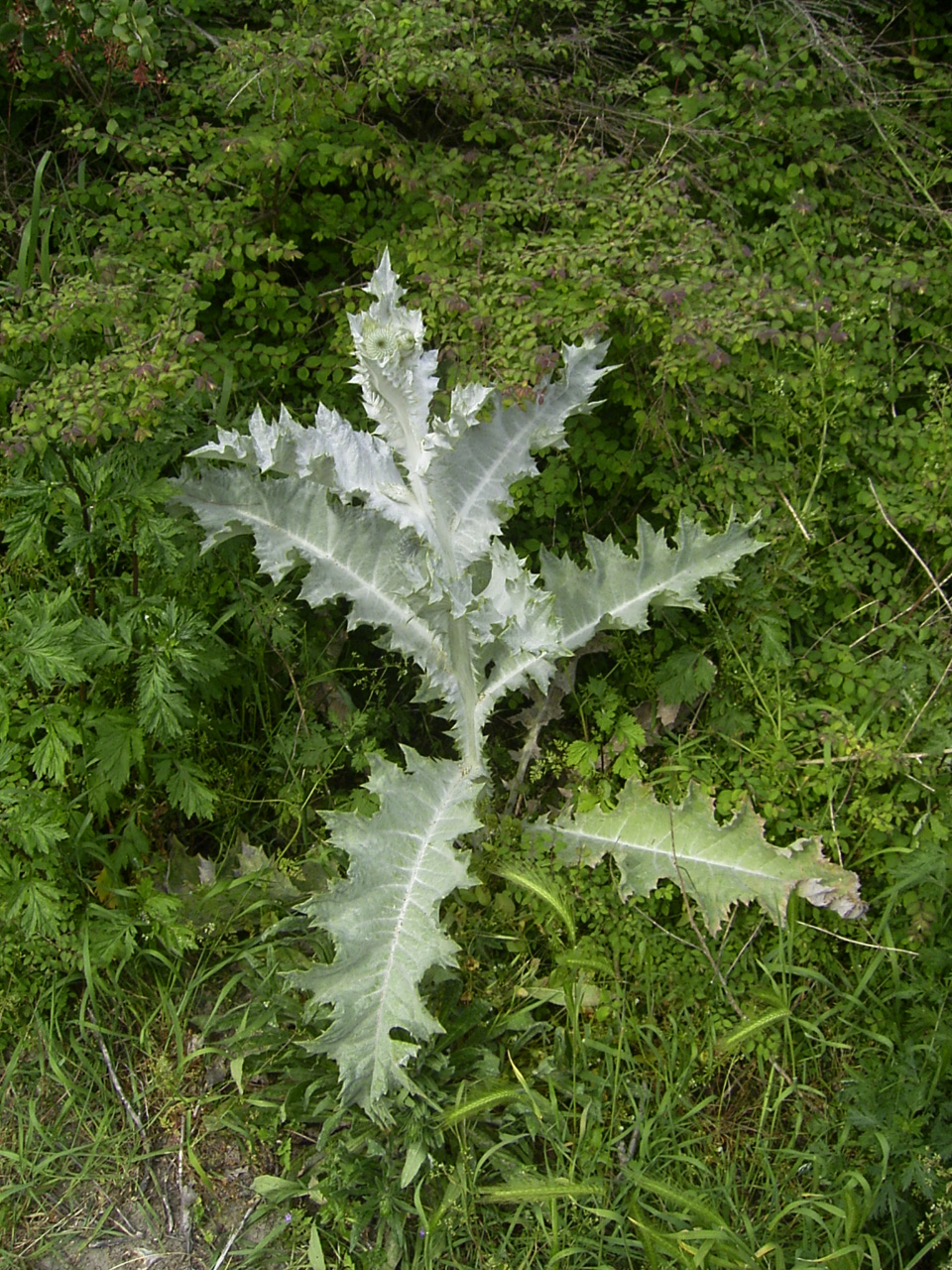
Le foglie

Le foglie sono di due tipi radicali e caulinari. Sono spinose e quelle caulinari sono decorrenti a disposizione alterna e si prolungano nelle ali lungo il fusto. La lamina in genere ha una forma ob-lunga con bordi sinuato-lobati; i lobi sono tutti spinosi. La superficie è ricoperta da un velluto di aspetto bianco o grigio-cotonoso/lanoso (tomentosità a ragnatela). Quelle basali sono soprattutto oblanceolate e grossolanamente dentato-spinose (dimensioni: larghezza 5 – 10 cm; lunghezza 15 – 30 cm). Quelle cauline sono da lanceolate a ovate (dimensioni: larghezza 2 – 5 cm; lunghezza 6 – 10 cm).

### Infiorescenza

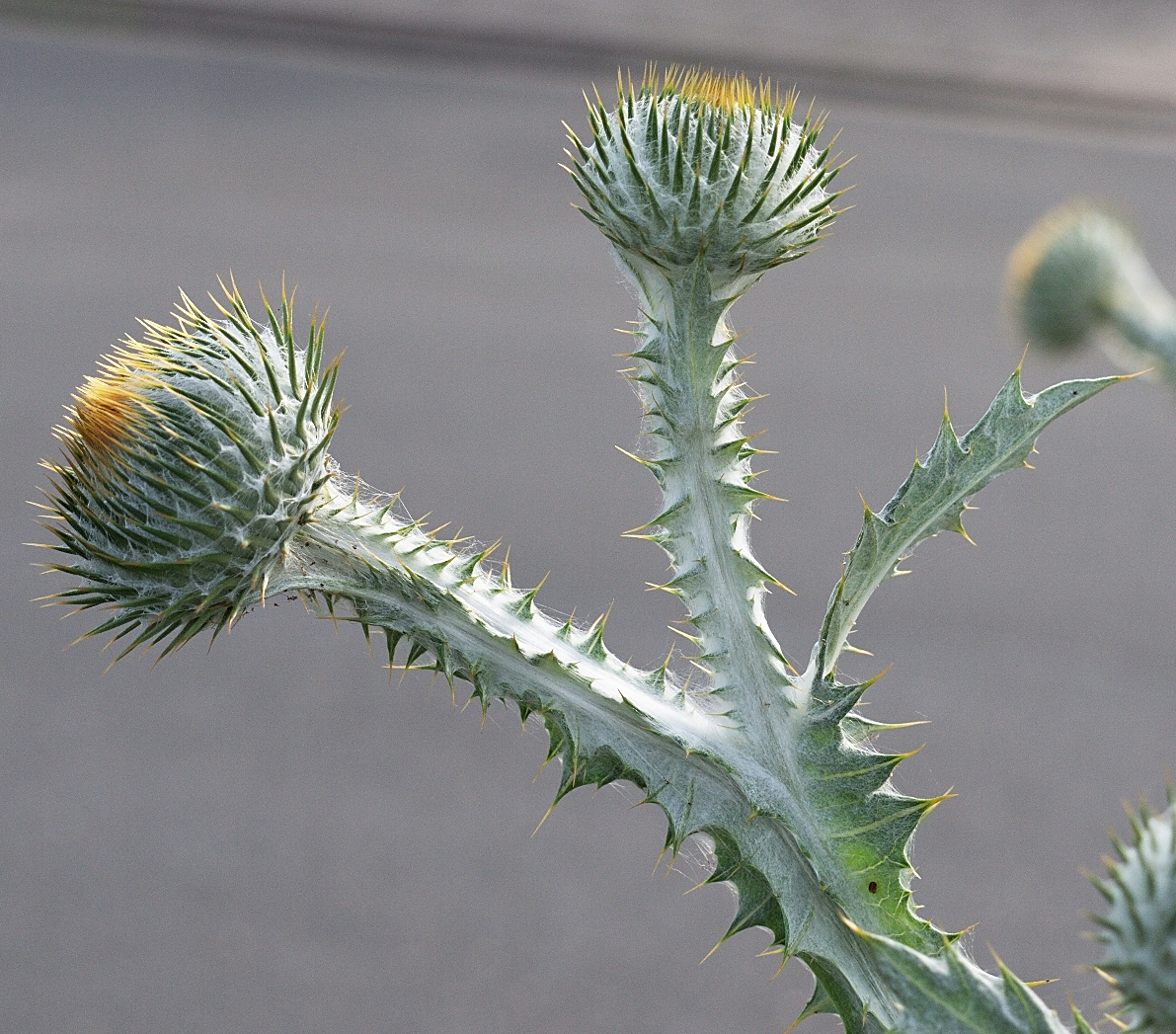
I capolini

Le infiorescenze sono formate da grossi capolini peduncolati terminali, solitari o agglomerati (più raramente), all'apice del caule o dei rami laterali. I fiori sono racchiusi in un involucro sub-globoso o allargato o piriforme, formato da diverse squame (o brattee) verdi, lanceolate forma triangolare (la massima larghezza è alla base) o lesiniformi, intere (non pennate) e prive di ghiandole, disposte in modo embricato su più serie (brattee multi seriate). Quelle superiori sono patenti, quelle più interne sono diritte e tutte terminano con una spina apicale. All'interno dell'involucro un ricettacolo piano e carnoso, ricolmo di nettare e non setoloso (ricettacolo nudo senza pagliette), fa da base ai fiori tubulosi. Questi sono inseriti in profondi alveoli limitati da un margine membranaceo. Diametro dei capolini: 2 – 3,5 cm. Larghezza delle squame alla base: 1,2 – 3 mm (quelle medie: larghezza 1,2 – 2 mm; lunghezza 15 – 22 mm). Lunghezza della spina apicale delle squame (oltre a quella laminare): 3 – 4 mm (fino a 10 mm). 

### Fiore

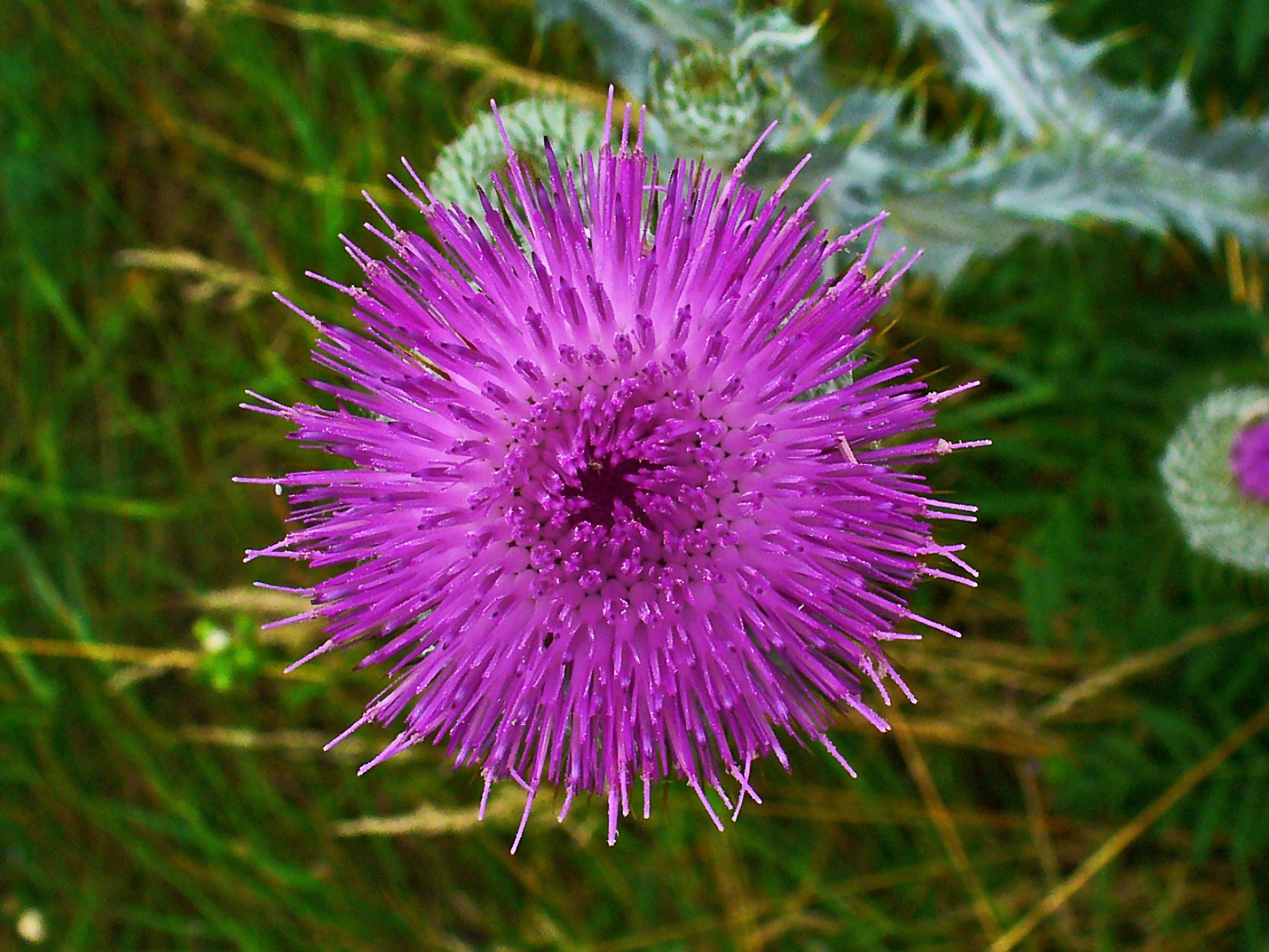
I fiori tubulosi

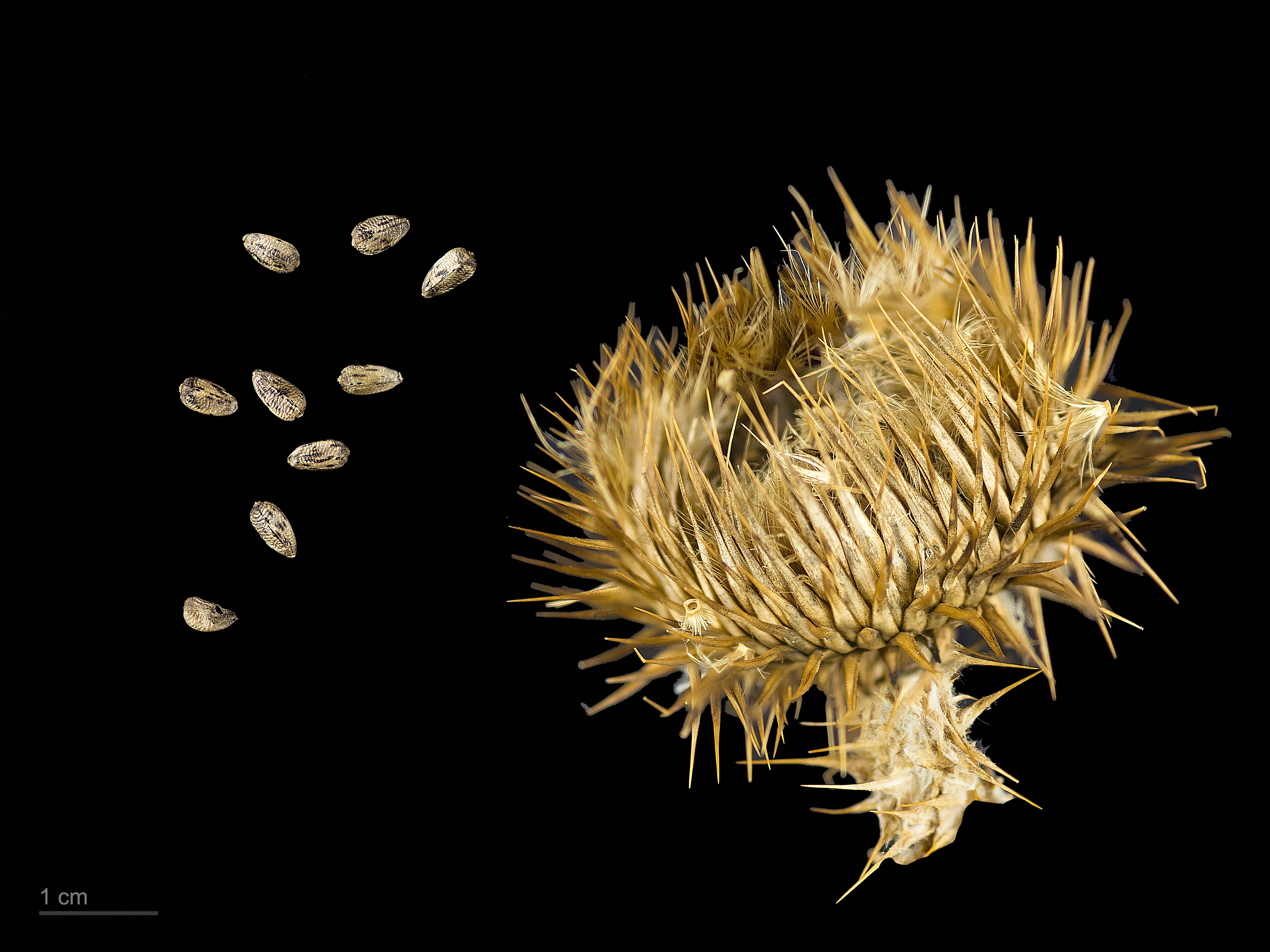
Onopordum acanthium

I fiori del capolino sono tutti tubulosi (il tipo ligulato, presente nella maggioranza delle Asteraceae, qui è assente), sono inoltre ermafroditi, tetraciclici (a 4 verticilli: calice– corolla – androceo – gineceo) e pentameri (ogni verticillo ha 5 elementi).
- Formula fiorale :

- /x K {\displaystyle \infty }, [C (5), A (5)], G 2 (infero), achenio

- Calice: i sepali del calice sono ridotti al minimo (una coroncina di scaglie).
- Corolla: le corolle sono pentafide e di colore violaceo o roseo-porporino (raramente sono bianche); lunghezza della corolla: 20 mm. La superficie è liscia o appena cosparsa da ghiandole.
- Androceo: gli stami sono 5 ed hanno dei filamenti staminali glabri che possiedono la particolarità di compiere dei movimenti per liberare il polline. Le antere sono caratterizzata da appendici lanceolato-acuminate e sagittate alla base.
- Gineceo: l'ovario è unico ed è formato da due carpelli: ovario bicarpellare infero uniloculare (l'ovario porta un solo uovo anatropo). La superficie stigmatica è posta all'interno degli stigmi.[15]
- Fioritura: da luglio a agosto (settembre).

### Frutti
Dopo la fioritura, l'ovario si gonfia e forma circa da 8.000 a 40.000 semi per pianta. I frutti sono degli acheni con pappo. La forma dell'achenio è obovata-compressa o obcuneata con quattro o più spigoli longitudinali. Il colore è bruno. Il pappo fulvo è composto da più serie di setole, scabre (le setole sono semplici, dentellate ma non piumose) e connate alla base tramite un anello coronato. Lunghezza dell'achenio 5 – 7 mm. Lunghezza del pappo: 7 – 9 mm.

## Biologia
- Impollinazione: l'impollinazione avviene tramite insetti (impollinazione entomogama).
- Riproduzione: la fecondazione avviene fondamentalmente tramite l'impollinazione dei fiori (vedi sopra).
- Dispersione: i semi cadendo a terra (dopo essere stati trasportati per alcuni metri dal vento per merito del pappo – disseminazione anemocora) sono successivamente dispersi soprattutto da insetti tipo formiche (disseminazione mirmecoria).

## Distribuzione e habitat

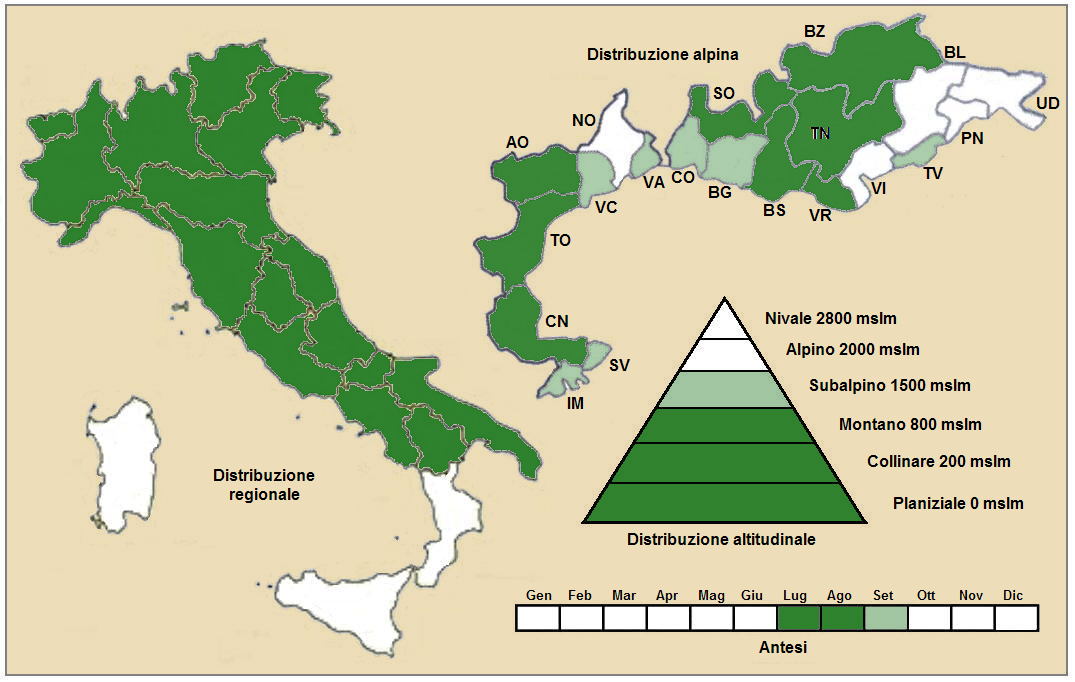
Distribuzione della pianta
(Distribuzione regionale – Distribuzione alpina)

- Geoelemento: il tipo corologico (area di origine) è Est Mediterraneo-Turanico (Archeofita) o anche Eurasiatico.
- Distribuzione: in Italia questa specie si trova soprattutto al nord e al centro, ma è considerata rara. Nelle Alpi ha un distribuzione discontinua sia sul territorio italiano che oltre confine che può trovarsi in Francia (è presente in tutti i dipartimenti alpini), Svizzera (è presente nei cantoni Berna, Vallese e Grigioni), Austria (è presente nei Länder del Tirolo Settentrionale, Tirolo Orientale, Carinzia, Stiria e Austria Inferiore) e Slovenia. Sugli altri rilievi europei si trova nel Massiccio del Giura, Massiccio Centrale, Pirenei, Monti Balcani e Carpazi.[6] Fuori dall'Europa si trova in Siberia, Asia mediterranea e media e Algeria.[17]
- Habitat: l'habitat tipico per queste piante sono gli incolti, i ruderi, le aree laterali lungo le vie; nelle zone montane si trovano soprattutto presso i covili delle pecore. Il substrato preferito è calcareo ma anche calcareo/siliceo con pH basico, alti valori nutrizionali del terreno che deve essere secco.
- Distribuzione altitudinale: sui rilievi queste piante si possono trovare fino a 1.500 m s.l.m.; frequentano quindi i seguenti piani vegetazionali: quello montano e quello collinare (oltre a quello planiziale – a livello del mare) e in parte quello subalpino.

### Fitosociologia

#### Areale alpino
Dal punto di vista fitosociologico alpino Onopordum acanthium appartiene alla seguente comunità vegetale:
Formazione: delle comunità perenni nitrofile
Classe: Artemisietea vulgaris
Ordine: Onopordetalia acanthii
Alleanza: Onopordion acanthii

#### Areale italiano
Per l'areale completo italiano Onopordum acanthium appartiene alla seguente comunità vegetale:
Macrotipologia: vegetazione erbacea sinantropica, ruderale e megaforbieti.
Classe: Artemisietea vulgaris
Ordine: Onopordetalia acanthii
Alleanza: Onopordion acanthii
Descrizione: l'alleanza Onopordion acanthii è relativa alle comunità antropiche (pioniere ruderali e nitrofile) formata dai grandi cardi (generi Onopordum, Carduus, Cirsium e altri) a ciclo biologico annuale, biennale o perenne con portamento a rosetta a fioritura tardo-invernale o estiva e con un microclima temperato (variabile da subcontinentale a submediterraneo). Il terreno sul quale si sviluppa questa comunità deve essere rimosso e non umido. La distribuzione di questa alleanza è soprattutto nell’Europa continentale (Ucraina, Ungheria e Monti Balcani) con diffusione in tutto il resto dell’Europa. In Italia l’alleanza è localizzata sulle Alpi e nelle porzioni subcontinentali degli Appennini.
Specie presenti nell'associazione: Ballota nigra, Artemisia vulgaris, Achillea millefolium, Artemisia absinthium, Carduus acanthoides, Carduus nutans, Elytrigia repens e Onopordum acanthium.
Altre alleanze per questa specie sono:
- Chenopodion muralis

## Tassonomia
La famiglia di appartenenza di questa voce (Asteraceae o Compositae, nomen conservandum) probabilmente originaria del Sud America, è la più numerosa del mondo vegetale, comprende oltre 23.000 specie distribuite su 1.535 generi, oppure 22.750 specie e 1.530 generi secondo altre fonti (una delle checklist più aggiornata elenca fino a 1.679 generi). La famiglia attualmente (2021) è divisa in 16 sottofamiglie.
La tribù Cardueae (della sottofamiglia Carduoideae) a sua volta è suddivisa in 12 sottotribù (la sottotribù Onopordinae è una di queste).
Il genere Onopordum contiene 60 specie, 6 delle quali fanno parte della flora spontanea dell'Italia.

### Filogenesi
Attualmente il genere Onopordum appartiene alla sottotribù Onopordinae. Le specie della sottotribù Onopordinae in precedenti trattamenti erano descritte all'interno del gruppo informale (provvisorio da un punto di vista tassonomico) "Onopordum Group". Il gruppo delle Onopordinae, nell'ambito della tribù, occupa una posizione centrale tra le sottotribù Staehelininae e Carduinae. L'età di divergenza della sottotribù può essere posizionata tra i 17 e i 13 milioni di anni fa.
La posizione tassonomica del genere Onopordum ha subito più di un cambiamento. A metà del Novecento era posizionato nella tribù delle Cynareae (sottofamiglia Tubiflorae). Successivamente (verso gli anni ottanta dello scorso secolo) il botanico e tassonomista Arthur Cronquist (1919 – 1992) nella sua schematizzazione delle angiosperme (Sistema Cronquist) lo ha posizionato nella sottotribù Carduinae (tribù Cardueae, sottofamiglia Cichorioideae). L'attuale sistema di classificazione Angiosperm Phylogeny Group (classificazione APG) basato su analisi di tipo filogenerico molecolare pur mantenendo valida la sua posizione nella sottotribù e nella tribù del Sistema Cronquist, lo ha trasferito in una nuova sottofamiglia: Carduoideae.
Nell'ambito della sottotribù, divisa in due cladi principali, il genere di questa voce fa parte del primo clade. È il primo gruppo ad essersi separato dal resto della sottotribù.
All'interno del genere Onopordum questa specie è individuata dal seguente carattere: la pianta a maturità si presenta bianca o bianco-grigiastra con una copertura da pubescente a lanosa. Questi caratteri sono condivisi con le seguenti specie (sono indicati alcuni caratteri distintivi per ogni specie):
- Onopordun macracanthum Schoush - Onopordo a fiori grandi: le foglie hanno al massino 7 lobi per lato; la lunghezza della corolla varia da 15 a 30 mm; il pappo è lungo fino a 9 mm.
- Onopordum illyricum L. - Onopordo maggiore: le foglie hanno al minimo 8 lobi per lato; la lunghezza della corolla varia da 25 a 35 mm; il pappo è lungo al minimo 10 mm.

Il numero cromosomico di  O. acanthium  è: 2n = 34.

### Sottospecie
Per questa specie sono riconosciute valide tre sottospecie:
- Onopordum acanthium L. subsp. acanthium: è la varietà presente in Italia.
- Onopordum acanthium L. subsp. ceretanum (Sennen) Arènes, 1942 - Distribuzione: Francia
- Onopordum acanthium L. subsp. gautieri (Rouy) Bonnier, 1923 - Distribuzione: Spagna e Francia
- Onopordum acanthium L. subsp. gypsicola G. González & al. - Distribuzione: Spagna.
- Onopordum acanthium L. var. araneosotomentosum (Rech.f.) Parsa, 1980  - Distribuzione: Iran

### Ibridi
Nell'elenco seguente sono indicati alcuni ibridi interspecifici:
- Onopordum ×brevicaule G. González Sierra, 1992 - Ibrido con: Onopordum acaulon
- Onopordum ×dumoulinii Stein  - Ibrido con: Onopordum illyricum
- Onopordum ×godronii Thell., 1912 - Ibrido con: Onopordum tauricum

### Sinonimi
Questa entità ha avuto nel tempo diverse nomenclature. L'elenco seguente indica alcuni tra i sinonimi più frequenti:
- Acanos spina Scop.
- Acanthium onopordon Gueldenst.
- Carduus acanthium (L.) Baill.
- Onopordon acanthium
- Onopordum acanthium var. acanthium
- Onopordum ceretanum Sennen, 1929  (sinonimo della subsp. ceretanum)
- Onopordum gautieri Rouy, 1897 (sinonimo della subsp. gautieri)
- Onopordum ramosum Dulac, 1867
- Onopordum viride Desf., 1815
- Onopordum vulgare S.F. Gray, 1821

### Specie simili
Queste piante sono simili a quelle dei generi Carduus L. oppure Cirsium Mill., ma differiscono nei filamenti staminali che sono glabri, nell'achenio percorso da solchi trasversali e nel pappo (non piumato) setoloso, dentellato e connato alla base.

Per la distinzione di questa specie dalle altre dello stesso genere si rimanda alla chiave analitica contenuta nella voce Onopordum.

## Usi

### Farmacia
Secondo la medicina popolare questa pianta ha le seguenti caratteristiche medicamentose:
- astringente (limita la secrezione dei liquidi):
- cardiotonica (regola la frequenza cardiaca);
- anticancerogena.

### Cucina
Il ricettacolo carnoso del capolino è commestibile (ha un sapore dolce e gradevole simile al carciofo); mentre i suoi semi sono oleosi. I fiori (petali) servono per adulterare lo zafferano. Gli steli, raccolti prima della fioritura, levate le spine e la parte esterna più coriacea, possono essere mangiati come gli asparagi

### Giardinaggio
Questa specie è stata introdotta nei giardini europei verso 1640. La coltivazione è molto facile. Si moltiplicano per spargimento dei semi (in semenzaio) e per trapianto (all'aperto). Qualsiasi tipo di terreno va bene. È da tenere presente (ovviamente) che fioriscono il secondo anno.

## Ecologia
In alcune zone (come gli Stati Uniti) questa pianta è considerata infestante in quanto rovina i campi coltivati dall'uomo ma soprattutto i pascoli.

## Altre notizie
L’ Onopordo tomentoso  in altre lingue viene chiamato nei seguenti modi:
- (DE)  Eseldistel
- (FR)  Onoporde acanthe
- (EN)  Scot's Thistle